# Белорусская сельскохозяйственная библиотека

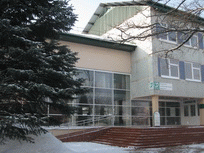
Здание Белорусской сельскохозяйственной библиотеки

Государственное учреждение «Белорусская сельскохозяйственная библиотека им. И. С. Лупиновича» Национальной академии наук Беларуси (БелСХБ) — национальный информационный центр по сельскому и лесному хозяйству, продовольствию, пищевой промышленности, природным ресурсам.

## История и деятельность
Библиотека создана по распоряжению Совета Министров БССР в 1960 г. Входит в состав Национальной академии наук Беларуси.
БелСХБ является национальным информационным центром агропромышленного комплекса, ведущей научной отраслевой библиотекой, основным национальным хранилищем отраслевых информационных ресурсов, Национальным центром Международной информационной системы ООН по сельскому хозяйству и продовольствию FAO AGRIS, центром национального межбиблиотечного абонемента и центром доставки документов из зарубежных информационных центров Международной сети национальных сельскохозяйственных библиотек FAO AGLINET, библиотекой-депозитарием документов ФАО в Беларуси, центром координации информационных ресурсов в АПК Беларуси.
Коллектив библиотеки состоит из 50 библиотекарей. Все они имеют библиотечное, сельскохозяйственное, техническое или лингвистическое образование.

## Информационные ресурсы библиотеки
Библиотека собрала самую представительную в Беларуси коллекцию литературы по сельскому и лесному хозяйству, продовольствию, пищевой промышленности, природным ресурсам, охране окружающей среды. В хранилищах библиотеки — свыше 0,5 млн документов: монографий и сборников, авторефератов диссертаций, периодических и продолжающихся изданий, информационных материалов на русском, белорусском, английском и других языках. Библиотека комплектует фонд документов из сотен источников в Беларуси и за рубежом. Доступ к информации и технология реализованы при помощи автоматизированной системы библиотек ИРБИС. Коммуникативным форматом является UNIMARC. Доступ к коллекции библиотеки осуществляется с Электронного каталога BelAL Архивная копия от 3 марта 2022 на Wayback Machine (с 1992 г. и выборочно до 1992 г.) и Имидж-каталога Архивная копия от 16 августа 2012 на Wayback Machine (до 1992 г.).
В компьютерах библиотеки поддерживаются и пополняются более 40 библиографических, реферативных, фактографических, полнотекстовых и экспертных баз данных (БД), в которых содержатся свыше 20 млн записей и миллионы страниц полных текстов.

## Внешние связи библиотеки с белорусскими и международными информационными центрами
БелСХБ в своей деятельности тесно связана со всеми крупными библиотеками Беларуси по взаимоиспользованию национальных информационных ресурсов, в том числе по МБА и по использованию БД. Библиотека является одним из учредителей Белорусской библиотечной ассоциации. Библиотека развивает прямые связи с национальными сельскохозяйственными библиотеками и информационными центрами Центральной и Западной Европы и Америки, покупая и обменивая литературу и БД. Наиболее прочные связи установлены с Национальной сельскохозяйственной библиотекой США и Центральной сельскозяйственной библиотекой России, куда передается контрольный экземпляр сельскохозяйственной литературы, изданной в Беларуси.
БелСХБ является Национальным центром Международной информационной системы FAO по публикациям (AGRIS). Библиотека поставляет в AGRIS по каналам Internet информацию о белорусской сельскохозяйственной литературе на английском языке для включения в базу данных AGRIS.
БелСХБ регулярно снабжает Международную информационную систему FAO сведениями национальной госстатистики. Входя в Международную сеть национальных сельскохозяйственных библиотек FAO AGLINET, БелСХБ пользуется доставкой документов из многих национальных сельскохозяйственных библиотек мира. Более 200 зарубежных организаций обмениваются литературой с БелСХБ.
БелСХБ организовывает навигацию в мировых Web-ресурсах и интеграцию национальных Web-ресурсов в Internet путём поддержки национального агро WWW навигатора, поддерживает портал AgroWeb Belarus Архивная копия от 15 мая 2011 на Wayback Machine.
БелСХБ — член Международной ассоциации специалистов по сельскохозяйственной информации (IAALD) и входит в Международную ассоциацию пользователей и разработчиков электронных библиотек и новых информационных технологий (ЭБНИТ). БелСХБ является участницей круглого стола «U.S.A./Central and Eastern European Agricultural Libraries Roundtable».

## Руководство
В разное время директорами библиотеки были:
- Жук Михаил Лаврентьевич (1960—1974)
- Голубев Владимир Александрович (1974—2006)
- Юрченко Валентина Васильевна[1] (2006—2017)
- Гердий Виталий Николаевич (2017 — по настоящее время)